# Zornik
Zornik — бельгийская рок-группа. Была образована в 1999 году исполнителем и гитаристом Koen Buyse, барабанщиком Marijn Horemans и бас-гитаристом Kristof Vanduren.

## История
Группа дошла до финала рок конкурса HUMO’s Rock Rally в 1999-м, под названием Zornik Breknov. Там их заметил лейбл Parlophone, Бельгия и MTC Management. Это привело к записи первого EP Love Affair. Он оставался в бельгийских альтернативных чартах радиостанции Studio Brussel больше 10 недель с марта 2001. Второй EP, It’s so unreal, держался в альтернативных чартах свыше 20 недель, достигнув 3-го места.
В 2001-м Zornik выступил на таких летних фестивалях: Eurorock, Marktrock и Pukkelpop, а также появился на Eurosonic. В октябре 2001 их наградили премией TMF в категории Наиболее Обещающая Группа года. Вскоре после этого Marijn покинул группу и был заменен на Davy Deckmijn.
Их CD-сингл Hey Girl вышел в начале декабря и он стал номером один в альтернативных чартах на 6 недель. Дебютный альбом The Place Where You Will Find Us вышел в феврале 2002, и сразу же взлетел на первое место в бельгийских чартах, где продержался 2 недели.
Сингл You Move Me (июнь 2002) после двух недель также достиг 2-го места. Zornik отыграл на всех основных фестивалях в Бельгии (Rock Werchter, Marktrock, Dour, Lokerse Feesten), Германии (Bizarre, Hurricane and Southside) и Австрии, а также почти 20 шоу в Нидерландах, как в клубах, так и на фестивалях (Lowlands), в клубах Норвегии, Дании и Швеции (вместе с Muse), а также Великобритании. В октябре 2002, им присудили награду TMF как Лучшей Рок-Группе.
В 2003, Kristof решил покинуть группу. Для выступлений на летних фестивалях его сменил Bas (Millionaire), который также присоединился к группе в студии для записи второго альбома One Armed Bandit (2004). Этот альбом был более экспериментальным. чем первый. Для тура взяли бас-гитариста Bart Van Lierde (Zita Swoon).
В 2005 Zornik попробовал акустику для театрального тура, создав альбом Alien Sweetheart. Театральный тур: «All Strings Attached», был их первым полностью акустическим живым выступлением и получил огромный успех.
Летом 2006-го во время фестивальных концертов к ним снова присоединился Bas.
Весной 2007-го, группа начала запись нового альбома. Они снова отправились на Мальту, и в начале апреля выпустили альбом Crosses. Музыканты дали шоу на новой арене в Антверпене, которое они считают самым лучшим своим шоу до настоящего момента.

## Дискография

### Альбомы
| Дата релиза | Название                         |
| 08-02-2002  | The Place Where You Will Find Us |
| 27-02-2004  | One Armed Bandit                 |
| 26-09-2005  | Alien Sweetheart                 |
| 13-04-2007  | Crosses                          |
| 14-11-2008  | 4.000.000 minutes of Zornik      |
| 08-10-2010  | Satisfaction Kills Desire        |

### Синглы
| Год  | Песня                | U.S. Hot 100 | U.S. Modern Rock | U.S. Mainstream Rock | UK Singles Chart | Australian Singles Chart | France Singles Chart | Belgium Singles Chart | Альбом                           |
| ---- | -------------------- | ------------ | ---------------- | -------------------- | ---------------- | ------------------------ | -------------------- | --------------------- | -------------------------------- |
| 2001 | «Love Affair»        |              |                  |                      |                  |                          | -                    |                       | The Place Where You Will Find Us |
| 2002 | «It’s So Unreal»     |              |                  |                      |                  |                          | -                    |                       | The Place Where You Will Find Us |
| 2002 | «Hey Girl»           | -            |                  | -                    |                  | -                        | -                    |                       | The Place Where You Will Find Us |
| 2002 | «You Move Me»        |              |                  |                      |                  |                          |                      |                       | The Place Where You Will Find Us |
| 2004 | «Goodbye»            | -            | -                | -                    | -                | -                        | -                    | -                     | One Armed Bandit                 |
| 2004 | «Scared of Yourself» | -            | -                | -                    | -                | -                        | -                    | -                     | One Armed Bandit                 |
| 2004 |                      |              |                  |                      |                  |                          |                      |                       | One Armed Bandit                 |
| 2005 | «I Feel Alright»     | -            | -                | -                    | -                | -                        | -                    |                       | Alien Sweetheart                 |
| 2005 | -                    | -            | -                | -                    | -                |                          |                      |                       | Alien Sweetheart                 |

### DVD
- Arena 2007, 1 ноября 2007, Capitol